# حاجی‌آباد (ملایر)
حاجی‌آباد روستایی از توابع بخش مرکزی شهرستان ملایر در استان همدان ایران است. این روستا اخیرا جزئی از شهر ملایر شده است.

## جمعیت
این روستا در دهستان حرم‌رود علیا قرار دارد و براساس سرشماری مرکز آمار ایران در سال ۱۳۹۵، جمعیت آن 2300 نفر570خانوار) بوده‌است.